# 伊萬尼夫卡 (茲維亞海爾區)
50°26′16″N 27°37′46″E / 50.43778°N 27.62944°E
伊萬尼夫卡（烏克蘭語：Іванівка）是位於烏克蘭北部的村莊，由日托米爾州茲維亞赫爾區的巴拉尼夫卡市鎮負責管轄。該村始建於1791年，面積2.28平方公里，海拔高度217米，2001年人口165，人口密度每平方公里72.24人。